# Mathias Sebastião Francisco Fernandes
Mathias Sebastião Francisco Fernandes (* 4. November 1917 in Ilhas St. Matthias, Portugal; † 9. Mai 1985) war Bischof von Mysore.

## Leben
Mathias Sebastião Francisco Fernandes empfing am 26. Oktober 1944 das Sakrament der Priesterweihe.
Am 16. November 1963 ernannte ihn Papst Paul VI. zum Bischof von Mysore. Der Internuntius in Indien, Erzbischof James Robert Knox, spendete ihm am 3. Februar 1964 die Bischofsweihe; Mitkonsekratoren waren der Erzbischof von Kalkutta, Albert Vincent D’Souza, und der Koadjutorbischof von Belgaum, Fortunato da Veiga Coutinho.
Er nahm an der dritten und vier Sitzungsperiode des Zweiten Vatikanischen Konzils als Konzilsvater teil.